# Саша Чёрный
Са́ша Чёрный (настоящее имя — Алекса́ндр Миха́йлович Гли́кберг, отчество при рождении Ме́нделевич; 3 (15) октября 1880, Одесса, Российская империя — 5 августа 1932, Борм-ле-Мимоза, Прованс, Франция) — русский поэт Серебряного века, прозаик, журналист. Получил широкую известность как автор популярных лирико-сатирических стихотворных фельетонов.

## Биография
Родился 3 октября (по старому стилю) 1880 года в Одессе в зажиточной еврейской семье. Отец, одесский мещанин Мендель Давидович Гликберг (1852 — 6 сентября 1911), был провизором, разъездным представителем выпускавшей тройной одеколон химической фирмы на Измайловском проспекте (степень аптекарского помощника Мендель Гликберг получил 16 апреля 1871 года на медицинском факультете Императорского университета Святого Владимира в Киеве, с 1907 года жил в Петербурге). Мать, Марьем Мееровна (также урождённая Гликберг, 1857—?), происходила из купеческой семьи — её брат, купец 2-й гильдии Янкель Меерович (Яков Маркович) Гликберг, был занят в железной скобяной торговле. Родители поженились в Одессе 8 июля 1877 года, в этом браке родилось шестеро детей. Семья проживала в доме Семашко (квартира 18) на Ришельевской улице.
В 1890 году, чтобы дать ребёнку возможность поступить в белоцерковскую гимназию (куда он держал экзамен годом ранее, но не прошёл по процентной норме для евреев), родители крестили его. В гимназии он учился одновременно со старшей сестрой Лидией, потом сбежал из дома, стал нищим, попрошайничал. В 1895 году отец определил его во 2-ю Петербургскую прогимназию, где он в 1897 году был оставлен на второй год в пятом классе за неуспеваемость по алгебре, за что остался без финансовой поддержки отца. 18 сентября 1898 года фельетонист Александр Яблоновский опубликовал в газете «Сын отечества» статью «Срезался по алгебре» о страданиях Саши Чёрного, и житомирский чиновник Константин Константинович Роше (член правления Волынского губернского присутствия по крестьянским делам и почётный мировой судья по Житомирскому судебно-мировому округу), растроганный этой историей, взял мальчика к себе и уже 2 октября 1898 года определил в 5-й класс 2-й житомирской гимназии. Казённая квартира, в которой жил с мачехой не имевший собственной семьи К. К. Роше (1849—1933), располагалась в жилом флигеле Мариинской женской гимназии на Большой Бердичевской улице. 30 мая 1899 года, во время своих первых летних каникул в Житомире, Александр Гликберг вместе с гимназическим товарищем выехал с возглавляемым его приёмным отцом отрядом в Уфимскую губернию для распределения собранных на нужды голодающих в Белебеевском уезде средств. В шестом классе, после стычки с директором, он был исключён «без права поступления» и из этой гимназии, и осенью 1900 года стал вольноопределяющимся 18-го пехотного Вологодского Его Величества короля Румынского полка, расквартированного в Новограде-Волынском.
С 1901 по 1902 год Александр Гликберг служил рядовым в учебной команде 20-го Галицкого пехотного полка. 25 октября 1902 года он был демобилизован и вернулся в Житомир к К. К. Роше, который в это время служил цензором городской газеты «Волынь». Около двух лет работал на таможне в местечке Новоселица Хотинского уезда Бессарабской губернии на границе с Австро-Венгрией. 1 июня 1904 года в житомирской газете «Волынский вестник» напечатан его «Дневник резонёра» за подписью «Сам по себе». Осенью того же года он переехал в Санкт-Петербург, где его поддержал племянник приёмного отца Константин Иванович Диксон (1871—1942), служивший секретарём редакции журнала «Техническое обозрение» и где Гликберг начал работать таксировщиком в налоговой службе Петербургско-Варшавской железной дороги. Вскоре он опубликовал принёсшие ему известность сатирические стихи в журналах «Зритель», «Альманах», «Журнал», «Маски», «Леший» и других. Как писал Чуковский: «получив свежий номер журнала, читатель, прежде всего, искал в нём стихи Саши Чёрного».
Первое стихотворение под псевдонимом «Саша Чёрный» — сатира «Чепуха», напечатанное 27 ноября 1905 года, привело к закрытию журнала «Зритель». Поэтический сборник «Разные мотивы» (СПб, 1906), ещё под фамилией «А. Гликберг», был запрещён цензурой.
В 1906—1908 годах жил в Германии, где продолжил образование в Гейдельбергском университете.
Вернувшись в Петербург в 1908 году, сотрудничал с журналом «Сатирикон». Выпустил сборники стихов «Всем нищим духом», «Невольная дань», «Сатиры». Публиковался в журналах «Современный мир», «Аргус», «Солнце России», «Современник», в газетах «Киевская мысль», «Русская молва», «Одесские новости». Стал известным как детский писатель: книги «Тук-Тук», «Живая азбука» и другие. В 1912 году ездил на Капри, где познакомился с Максимом Горьким.
В годы Первой мировой войны Саша Чёрный служил в 5-й армии рядовым при 13-м полевом лазарете в Пскове (вместе с женой Марией Ивановной) и работал как прозаик.
После Февральской революции 1917 года стал заместителем комиссара Северного фронта. В августе 1918 года Александр Гликберг с женой покинули Псков и некоторое время жили на железнодорожной станции Турмонт в 12 км от Двинска, а в декабре того же года переехали в Вильно. В начале 1920 года по поддельному свидетельству о рождении Гликбергу удалось получить литовское подданство и в марте того же года он с женой выехал через Кёнигсберг в Берлин.
До конца 1923 года жил в Берлине, затем, находясь на отдыхе в Риме, принял решение не возвращаться в Германию и в начале марта 1924 года прибыл с женой в Париж. Здесь их первое время поддерживал его двоюродный брат Даниил Львович Гликберг (1882, Одесса — 21 марта 1952, Париж), в прошлом журналист «Биржевых новостей», библиофил, кандидат математических наук, помощник присяжного поверенного и присяжный стряпчий (1909), а в эмиграции — председатель парижского отделения одесского землячества в эмиграции.
В Париже Гликберг работал в газетах «Руль», «Сегодня», в журналах «Сполохи», «Воля России», был редактором журнала «Грани». В 1925—1928 годах возглавлял отдел сатиры и юмора «Бумеранг» в парижском еженедельнике «Иллюстрированная Россия».
В 1923 году в Берлине на свои средства издал сборник «Жажда». Издал сборник прозы «Несерьёзные рассказы» (1928), повесть наше «Чудесное лето» (1929), детские книги: «Детский остров» (1921), «Сон профессора Патрашкина» (1924), «Дневник фокса Микки» (1927), «Кошачья санатория» (1928), «Румяная книжка» (1930). В подражание Некрасову пишет поэму «Кому в эмиграции жить хорошо» (1930—1931).
В 1929 году приобрёл участок земли на юге Франции, в местечке Ла Фавьер, построил свой дом, куда приезжали русские писатели, художники, музыканты.
Незадолго до кончины, 14 апреля 1932 года был посвящён в масонство в русской парижской ложе «Свободная Россия» Великого востока Франции.
Саша Чёрный скончался от сердечного приступа 5 августа 1932 года. Рискуя жизнью, он помогал в тушении пожара на соседней ферме, придя домой, слёг и больше не поднялся.
Похоронен на кладбище Ле-Лаванду, департамент Вар. Впоследствии могила была утеряна, поскольку за неё некому было платить. В 1978 году на кладбище была установлена символическая памятная доска, посвящённая поэту.

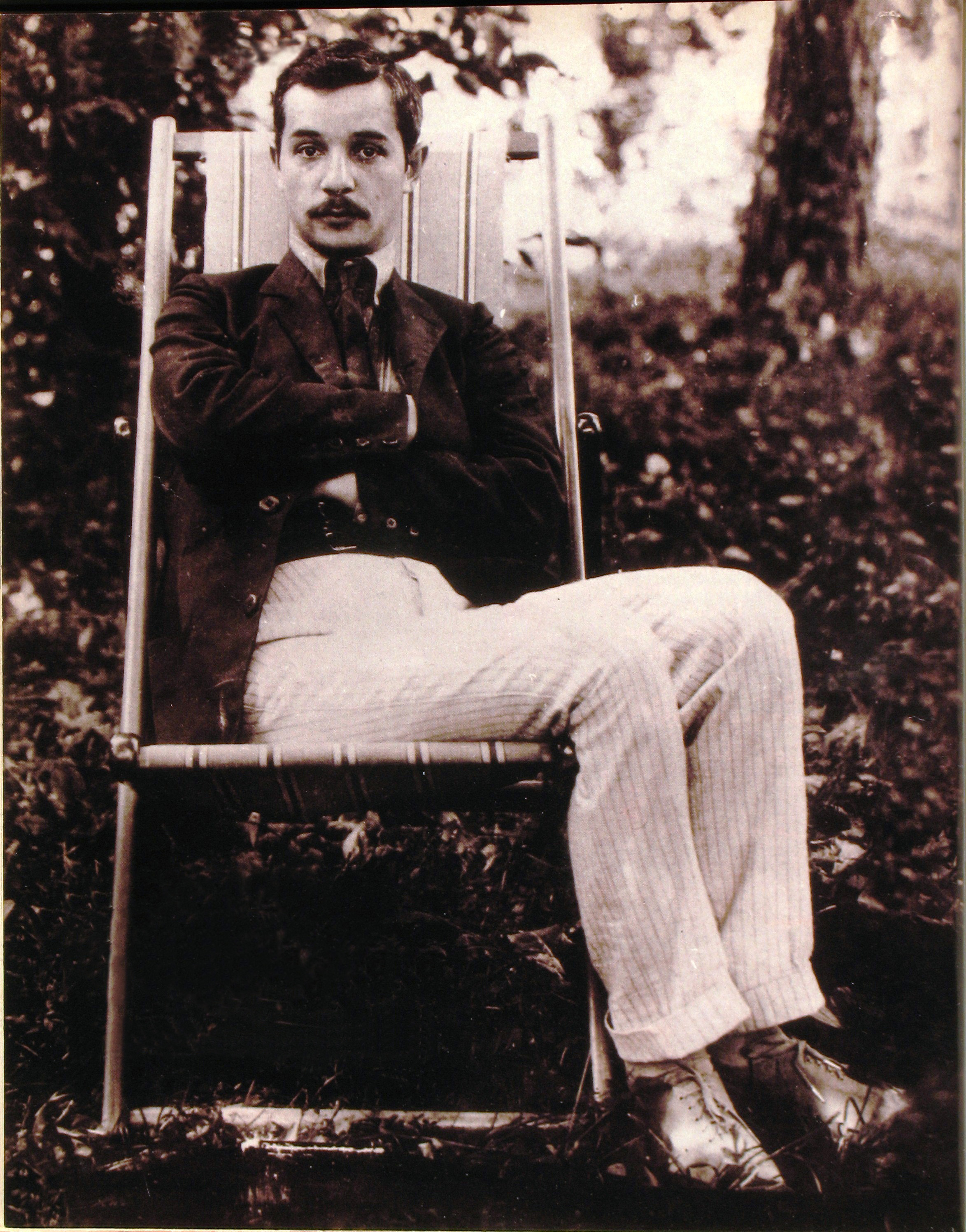
Саша Чёрный в 1900-х годах

## Семья
- Жена — Мария Ивановна Гликберг (урождённая Васильева, 1871—1961), дворянка, выпускница Смольного института, в годы Первой мировой войны — сестра милосердия[32].
- Сестра — Надежда (1878—?)[33], литератор и актриса-рассказчица, была замужем за русским дипломатом Львом Григорьевичем Бродянским (1875[34][35] — 1942), их сын Борис Львович Бродянский, прозаик и фельетонист.
- Сестра — Лидия (1879—?)[36],
- Брат — Владимир (1883—?)[37],
- Сестра — Ольга (1885—1893)[38][39].
- Брат — Георгий Михайлович Гликберг (1893—?)[40], журналист, публиковался под псевдонимом Георгий Гли в журналах «Солнце России» (1913—1916), «Журнал журналов» (1913—1917), «Аргус» (1916), «Лукоморье» (1916), «Огонёк» (1917).

## Память
В 1933 году посмертно изданы книги «Солдатские сказки» и «Белка-мореплавательница». В начале 1960-х годов благодаря стараниям Корнея Чуковского однотомники Саши Чёрного были изданы в Большой и Малой сериях Библиотеки поэта.

## Издания
- Первое знакомство. — Берлин, 1923.
- Чёрный Саша. Избранная проза / Сост., послесловие и комм. А. С. Иванова. — М.: Книга, 1991. — 432 с. (Из литературного наследия)
- Чёрный С. Собрание сочинений в пяти томах. — М.: Эллис Лак, 1996. — ISBN 5-7195-0044-8
- Чёрный С. Избранное / Сост. В. М. Рошаль. — СПб.: ТОО Диамант, 1997. — 448 с.
- Чёрный С. Детский остров / худ. С. А. Коваленков. — М.: РИПОЛ классик, 2013. — 80 с. — (Шедевры книжной иллюстрации «mini»). — ISBN 978-5-386-04815-0, УДК 821.161.1, ББК 84(2Рос=Рус)6-44, Ч-49.

## Экранизации произведений
- 1994 — Святочные рассказы, новелла «Рождественское»
- 2002 — Про девочку, которая нашла своего мишку
- 2003 — Девочка Люся и дедушка Крылов
- 2009 — Солдатская песня

## В музыке
- Дмитрий Шостакович. «Сатиры» для голоса и фортепиано на стихи Саши Чёрного, соч. 109[42]
- Александр Градский. «Сатиры», вокальная сюита на стихи Саши Чёрного, соч. 1980 г. Тогда же был записан одноимённый студийный альбом А. Градского, выпущенный на грампластинке в 1987 году.
- Аркадий Северный исполнял песню «Окраина Петербурга» на стихи Саши Чёрного.
- Алексей Заев исполнил пять песен на стихи Саши Чёрного: «Успокоение», «Песня войны», «Мёртвые минуты», «Еле тлеет погасший костёр…» и «В Берлине-2».
- Жанна Агузарова с группой «Браво» исполнила песню «Медицинский институт» на стихи Саши Чёрного.
- Александр Новиков и Максим Покровский исполнили песню «Тарарам» на стихи Саши Чёрного.
- Группа «Сплин» записала композицию на стихи Саши Чёрного «Под сурдинку» («…Васильевский остров прекрасен…»), а также взяла своё название из этого же стихотворения.
- Наум Блик использовал стихотворение «Стилизованный осёл (Ария для безголосых)» в качестве наполнения одного из своих произведений из цикла «Re:Поэты».

## В театре
«Концерт Саши Чёрного для фортепиано с артистом» — моноспектакль Алексея Девотченко, созданный им совместно с режиссёром Григорием Козловым в 1990 году. Также в 2010 году моноспектакль на стихи Саши Чёрного был создан актёром и режиссёром Рамилем Сабитовым. Литературная основа — стихи Саши Чёрного, в спектакле исполняется музыка Рахманинова, Массне, Бетховена, Штрауса, а также Алексея Девотченко. Существует также телевизионная версия постановки.

## Комментарии
1. ↑  За исключением старшей дочери Надежды, родившейся в Павлограде, все остальные дети родились в Одессе.